# Baba Mondi

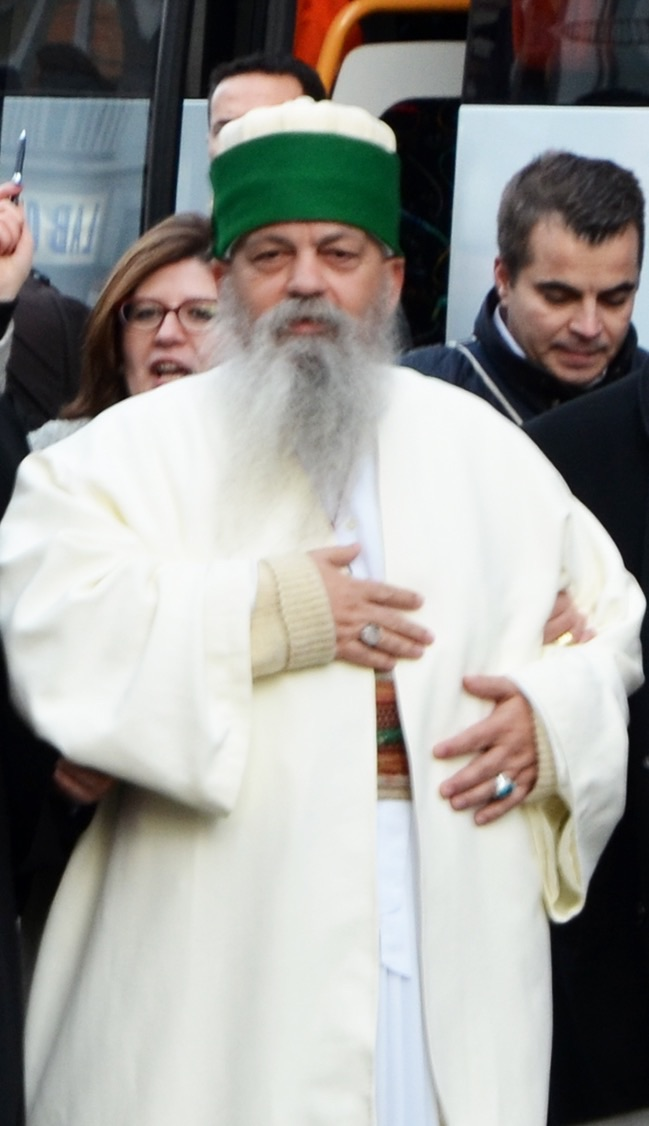
Baba Mondi in Parijs in 2015

Baba Mondi (Vlorë, 19 mei 1959), gewoonweg Baba genoemd, is een religieuze leider uit Albanië en de wereldleider (Kryegjysh) van de Bektashi-orde, een islamitische soefi-orde gevestigd in Tirana (Albanië) en op de Balkan. In juni 2011 werd Baba Edmond Brahimaj gekozen als hoofd van de Bektashi-orde door een raad van Albanese baba's.

## Levensloop
Baba Mondi werd op 19 mei 1959, in Vlorë, als Edmond Brahimaj geboren. Edmond Brahimaj volgde de lagere en middelbare school in Vlorë en studeerde af aan de militaire academie. Vanaf 1982 was hij gestationeerd als officier bij de Albanese strijdkrachten aan de grens met Joegoslavië. Na de val van het communisme en afstand van de atheïstische leer in 1990, studeerde Baba Mondi aan van de Bektashi-Dedebabalik. Uiteindelijk werd hij op 16 mei 1996 Derwisj en in 1997 ontving hij de eretitel Baba. 
Na de dood van Baba Tahir Emini in april 2011 benoemde de dedelik van Tirana Baba Edmond Brahimaj (Baba Mondi), voorheen hoofd van de Turan Tekke van Korçë, om toezicht te houden op de Arabati Baba Tekke in Tetovo, Noord-Macedonië.